# Dilley (Texas)
Pour les articles homonymes, voir Dilley.
Dilley est une ville située au sud du comté de Frio, au Texas, aux États-Unis,. Elle est incorporée en 1912. Une partie de l'action de la série Messiah sortie sur Netflix en 2020 se passe à Dilley.

## Démographie
Lors du recensement de 2010, la ville comptait une population de 3 894 habitants. Elle est également estimée, en 2016, à 4 248 habitants.